# عبدل یبره
عبدالیبره (انگلیسی: Abdul Yabré؛ زادهٔ ۳ آوریل ۱۹۹۵) بازیکن فوتبال است.
از باشگاه‌هایی که در آن بازی کرده‌است می‌توان به باشگاه فوتبال چزنا اشاره کرد.
وی همچنین در تیم ملی فوتبال بورکینافاسو بازی کرده‌است.